# Sayuri Ishikawa
 (décembre 2011).
Si vous disposez d'ouvrages ou d'articles de référence ou si vous connaissez des sites web de qualité traitant du thème abordé ici, merci de compléter l'article en donnant les références utiles à sa vérifiabilité et en les liant à la section « Notes et références ».
Sayuri Ishikawa (石川さゆり), de son vrai nom Ishikawa Kinuyo (石川絹代), née le 30 janvier 1958 à Kumamoto, Japon, est une chanteuse de enka. Elle a sorti 11 albums et interprété une centaine de chansons.
Débutée en 1973, sa carrière d'artiste connait un essor considérable avec le succès rencontré en 1977 par Tsugaru Kaikyô-Fuyugeshiki (ja) (« Le détroit de Tsugaru sous un paysage enneigé »). Néanmoins, Amagi-goe (天城越え) (« La traversée du mont Amagi »), sorti en 1986, demeure son titre le plus connu et le plus emblématique de toute sa discographie. Ses plus grands succès sont fréquemment repris par d'autres artistes.
En plus de sa carrière de chanteuse, Sayuri Ishikawa a joué de nombreux rôles dans des publicités et des séries télévisées au Japon.